# 老近卫军
老近卫军（法語：Vieille Garde），昵称老兵（Les Grognards），是拿破仑帝国卫队的精锐成员，也是拿破仑大军团的重要组成部分。老近卫军由经验丰富的老兵组成，这些士兵很早就追随拿破仑作战。
不少人认为，拿破仑是按照身体特征，如高度，在普通士兵中，挑选适合人士，作为老近卫军成员的。无论是老近卫军的敌军，抑或是老近卫军的友军，都对他们的身形留下了深刻印象。在军中服役的时间与在作战时表现出的勇气，也都是选拔老近卫军时的考虑因素。

## 老近卫军的历史与组成

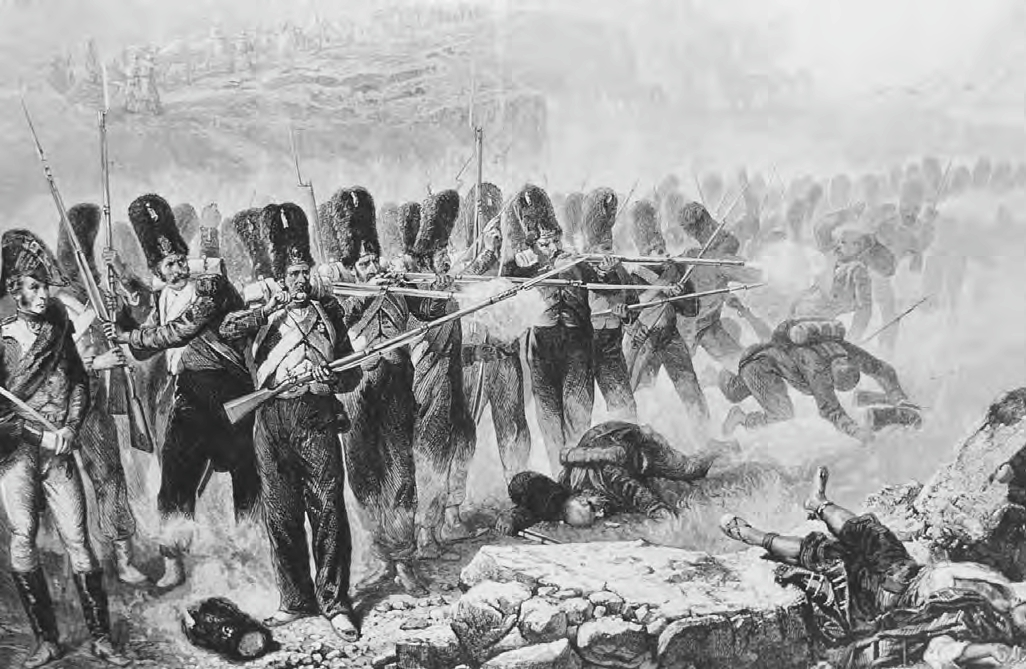
拿破仑的老近卫军是当时最显赫，最令人恐惧的精英部队，图中老近卫军正戴着其富有特色的熊皮帽

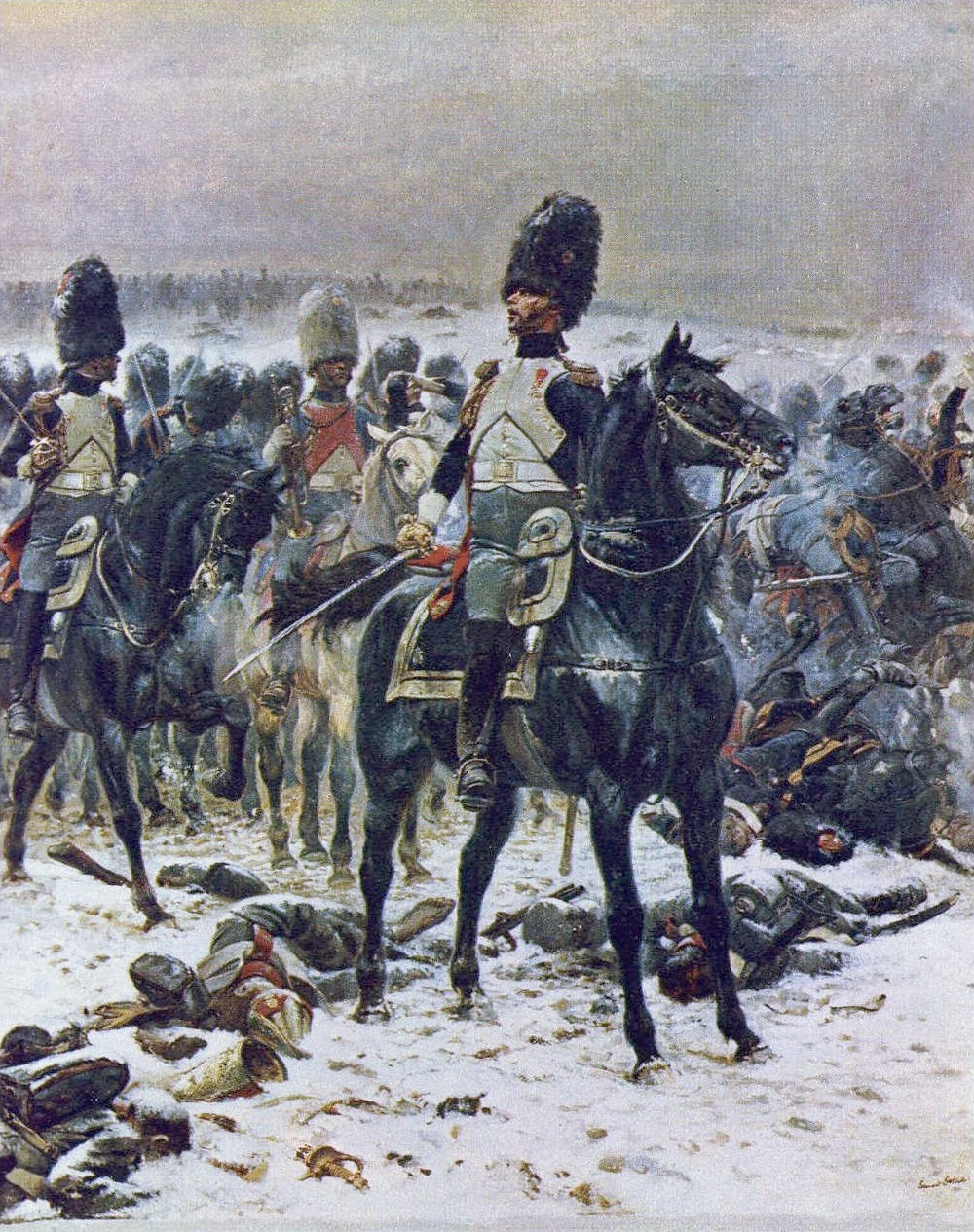
由Édouard Detaille所作的在艾劳战役 中老近卫军的骑马掷弹兵

### 老近卫军历史
老近卫军第一次成立实际上是在1799年11月28日，当时叫做执政近卫军，这支部队是原有的督政府近卫军与立法议会近卫军的混合体。当时步兵部队由一支轻步兵连和两个掷弹兵营组成。那两个掷弹兵营的总人数为1188人。1802年3月18日第2次对近卫军部队进行改革。1804年5月18日改执政近卫军为帝国近卫军。1804年7月29日第3次改革近卫军。
老近卫军的成员因为老近卫军的身份而获益许多不同的特权，他们的每个人薪相当地高于任何拿破仑的帝国近卫军的军事成员；另一个只有老近卫军才能获得的特权是他们能够自由的抱怨自己的不满，因此他们获得了一个外号les Grognards（满腹牢骚）因为他们公开地抱怨他们军旅生活上的琐碎的小麻烦。有些军官甚至敢在皇帝出席的场合公开抱怨，由于老近卫军的名声使拿破仑对其拥有足够的尊重让他们能获得如此的特权。这些特权是老近卫军所特有的而且一旦其他部队的成员使用这些特权，其他单位的成员将必定受到惩罚。

### 老近卫军步兵入选条件
- 在35岁以下
- 至少服役五年
- 至少参加3场战役（有的人甚至多达12场战役）

### 老近卫军编制
老近卫军有四个兵团：第一掷弹兵军团、第二掷弹兵军团、第一猎兵军团和第二猎兵军团。
规定近卫军每个步兵团都应该附带一个新兵锻炼营。每个掷弹兵营由8个连组成，而新兵锻炼营则只用5个连。
1个连的组成如下：1个上尉，1个中尉，1个少尉，1个上士，1个中士，1个军需补给副官，8个下士，2个工兵（军衔下士），80个掷弹兵，2个鼓手（约100人）。一个团就有1716人，由一位准将指挥，他同时是军团上校。1806年4月15日第4次改革近卫军：一个掷弹兵军团由三个团组成，一团两营制。头两个团必须是由有10年服役经验的精兵组成，第3个团由两个新兵锻炼营组成。1营4连制，连的组成没变，但80个掷弹兵增至102个。1808年10月1日再次改革近卫军：第2个团并入第1个团中，2营8连，共2000掷弹兵，第2个团原有的位置由一个散兵团代替。1811年5月18日重新建立一个掷弹兵第2团。1813年9月14日最后一次改革：老近卫军8个营，一营800人，一连200人。
在1814年，第一猎兵团仍有许多长时间服役者（老前辈），比如工兵洛希尔，已经服役21年且两次负伤；列兵斯托尔已服役22年且参加过20次战役。太老的或者残废了的会被送往巴黎荣军院，里面都是缺胳膊少腿的除此之外还有身上布满战争留下的刀伤痕迹的人。
老近卫军的成员都是训练有素且极富经验的士兵，并且能够鼓舞其他各军团的士气，成为任何战场上最可怕、强大的景物。他们几乎都高于平均身高1.85米，仪表堂堂，身材健美，经受不同于任何法军士兵的战斗训练。任何怯懦与谨慎的想法和习惯都会被更长更多的训练（包括刺刀前进与白刃战战斗技巧）彻底清除。然而，老近卫军通过在拿破仑战争中的从利尼战役、德累斯顿战役到最终也是最有名的滑铁卢战役（1815.6.18）等多次决定性战役获得了了自己可怕而强大的名声。

## 老近卫军骑兵
老近卫军骑兵有四个兵团：帝国近卫军掷弹骑兵兵团（骑马掷弹兵）、帝国近卫军猎骑兵兵团（骑马猎兵）、皇后重骑兵团以及帝国近卫军第一波兰枪骑兵兵团。
马穆鲁克骑兵中队也被认为是老近卫军骑兵中的一员。
Legion de Gendarmerie d'Elite（精英宪兵队）也被认为是老近卫军骑兵的一员，他们部署为拿破仑的指挥部的护卫队、将军的指挥部的警卫队以及帝国近卫军野外营地的护卫队。

## 老近卫军的结局
1814年，老近卫军与剩下的帝国近卫军一同被胜利的第六次反法同盟所解散。在拿破仑的百日王朝中，老近卫军被重组，并参与了滑铁卢战役。
第二掷弹兵军团是防守普朗斯诺瓦镇，抵御普鲁士人进攻的关键，第一军在进攻英军中部第二道防线失败后，作为殿后部队保卫着田野上的拿破仑本人。老近卫军骑兵部队由于在中午参加了一次对于英军步兵的失败的冲锋，使其无法在战役的决定性时刻参加战斗。
在1815年的8月，路易十八彻底废除了帝国近卫军的建制。到12月，所有的老近卫军军团都被解散，前近卫军在被解散后被分散到了各个地方，另外一些重新入伍加入了国王的军队。大部分人在波旁王朝警察的监视中度过了一生。当拿破仑的遗体在1840年从圣赫勒拿岛运回法国时，许多尚在人世的老近卫军成员穿着他们破旧的制服在街上游行庆祝。

## 今日的引申义
现在，在法国，la vieille garde（无大写）用来称呼那些政治家的长期紧密的追随者，并带有轻度的贬义，这一说法在政治记者中尤为流行。
这个词还用来形容近50年来的微雕艺术家和国外的战争游戏玩家。